# Julio Alemán
Pour les articles homonymes, voir Alemán.
Julio Méndez Alemán (né le 29 novembre 1933 à Morelia, Michoacán, mort le 11 avril 2012 à Mexico) est un acteur mexicain de cinéma, théâtre et télévision. Il a également été chanteur, député à la chambre des députés du Mexique et secrétaire général de l'ANDA (Asociación Nacional de Actores), regroupement national d'acteurs.

## Filmographie

### Au cinéma
| - 1958 : Una Abuelita atómica - 1959 : El Zarco - 1959 : La Edad de la tentación - 1960 : Neutrón, el enmascarado negro - 1960 : Impaciencia del corazón - 1960 : La Cigüeña dijo sí - 1960 : La Maldición de Nostradamus - 1960 : Simitrio - 1961 : Aventuras del látigo negro - 1961 : Con la misma moneda - 1961 : La Maldición de Nostradamus - 1961 : La Sangre de Nostradamus - 1961 : Les Frères Del Hierro (Los hermanos Del Hierro) - 1961 : Los Inocentes - 1961 : Los Jóvenes - 1961 : Tirando a matar - 1961 : Tres Romeos y una Julieta - 1962 : El Destructor de monstruos - 1962 : Nostradamus, el genio de las tinieblas - 1962 : El Látigo negro contra los farsantes - 1962 : Juventud sin Dios - 1962 : La Barranca sangrienta - 1962 : La Marca del gavilán - 1962 : La Muerte pasa lista - 1962 : La Venganza del resucitado - 1962 : Locos por la música - 1962 : Los Autómatas de la muerte - 1962 : Los Encapuchados del infierno - 1962 : Me dicen el consentido - 1962 : Neutrón el enmascarado negro - 1962 : Nuestros odiosos maridos - 1963 : Cuando los hijos se pierden - 1963 : El hombre de papel d'Ismael Rodríguez - 1963 : La Diosa impura - 1963 : Neutrón contra el Dr. Caronte - 1963 : Rire de la ville - 1963 : Una Joven de 16 años - 1964 : Amor y sexo - 1964 : el valiente Yo - 1964 : Historia de un canalla - 1964 : La Edad de la violencia - 1964 : La Sonrisa de los pobres - 1964 : Los Novios de mis hijas - 1964 : Museo del horror - 1964 : Napoleoncito - 1965 : Diablos en el cielo - 1965 : Los Hijos que yo soñé - 1965 : Me ha gustado un hombre - 1965 : Mi héroe - 1965 : Preciosa - 1966 : El Derecho de nacer - 1966 : Sangre en Río Bravo - 1966 : Solo de noche vienes - 1967 : La Perra - 1967 : Mariana - 1967 : Mujeres, mujeres, mujeres - 1967 : Peligro...! Mujeres en acción - 1967 : Rocambole contra la secta del escorpion - 1967 : Rocambole contra las mujeres arpías - 1967 : SOS Conspiracion Bikini - 1968 : Amor perdoname - 1968 : Corazón salvaje - 1968 : Los Ángeles de Puebla - 1969 : El Yaqui - 1969 : La Guerrillera de Villa - 1969 : La Trinchera - 1969 : Las Pirañas aman en cuaresma - 1969 : Patsy mi amor - 1969 : Préstame a tu mujer - 1969 : Trampas de amor - 1969 : Una Noche bajo la tormenta - 1969 : Valentin Armienta el vengador - 1970 : Como enfriar a mi marido - 1970 : Cruz de amor - 1970 : Pas de grâce pour le Manchot (El Tunco Maclovio) | - 1970 : La Muralla verde - 1970 : La Viuda blanca - 1970 : Una Mujer para los sabados - 1971 : El Ídolo - 1971 : En esta cama nadie duerme - 1971 : Los Corrompidos - 1971 : Los Novios - 1971 : Río salvaje - 1972 : El Arte de engañar - 1972 : La Pequeña señora de Perez - 1972 : Tampico - 1973 : Adios, amor... - 1973 : Diamantes, oro, y amor - 1973 : El Imponente - 1973 : El Sargento Perez - 1973 : Mi mesera - 1974 : Los Valientes de Guerrero - 1974 : Mi amorcito de Suecia - 1975 : Un Amor extraño - 1975 : Un Camino al cielo - 1975 : Un Mulato llamado Martín - 1977 : Deportados - 1978 : Los Japoneses no esperan - 1979 : El Tren de la muerte - 1980 : Del otro lado del puente - 1980 : El Cara parchada - 1980 : Pelea de perros - 1980 : Tiempo para amar - 1981 : La Agonía del difunto - 1981 : Padre por accidente - 1982 : La Contrabandista - 1983 : El Ahorcado - 1983 : Inseminación artificial - 1983 : Los Dos matones - 1983 : Pedro el de Guadalajara - 1984 : Prohibido amar en Nueva York - 1984 : Territorio sin ley - 1985 : La Carcel de Laredo - 1986 : El Cafre - 1986 : Polícia de narcóticos - 1987 : La Leyenda del Manco - 1988 : Ladrón - 1988 : Mi fantasma y yo - 1988 : Sabado D.F. - 1989 : Vacaciones de terror - 1990 : Funerales del terror - 1990 : La Hora 24 - 1998 : Acábame de matar - 1998 : Hembras con valor de muerte - 1998 : La Banda del mocha orejas - 1998 : La Paloma y El Gavilán - 1998 : Mujeres bravas - 1998 : Raza indomable - 1998 : Secuestro: Aviso de muerte - 1998 : Veinte años después - 1999 : La Fiesta de los perrones - 1999 : Las Hijas de Xuchi Paxuchil - 1999 : Puño de lodo - 1999 : Si nos dejan - 1999 : Venganza contra el reloj - 2000 : Agarren al de los huevos - 2000 : Cuando el poder es... - 2000 : Milenio, el principio del fin - 2000 : El Tesoro del Pilar - 2001 : La Dama de la Texana 1000x - 2001 : Padres culpables - 2001 : Tambien las mujeres pueden - 2002 : La Estampa del Escorpion - 2003 : Emboscada de federales - 2005 : Un Artista del hambre - 2006 : Dos bien puestos - 2006 : No hay derecho joven - 2006 : Se les pelo Baltazar - 2007 : Tango das mortes |

### À la télévision
| - 1958 : Senda prohibida - 1960 : El Otro' - 1962 : Sor Juana Inés de la Cruz - 1962 : La Cobarde - 1965 : Nuestro barrio - 1967 : Rocambole - 1969 : El Ciego - 1971 : El Adorable profesor Aldao - 1972 : Sacrificio de mujer - 1975 : Pobre Clara - 1977 : Dos a quererse - 1980 : Sandra y Paulina - 1981 : Infamia - 1983 : Profesión: Señora - 1984 : Aprendiendo a vivir | - 1986 : Cautiva - 1989 : Club familiar - 1996 : Confidente de secundaria - 1998 : Gotita de amor - 1999 : Alma rebelde - 1999 : Cuento de Navidad - 1999 : Nunca te olvidaré - 2000 : Mi destino eres tú - 2001 : Diseñador ambos sexos - 2002 : Las Vías del amor - 2003 : Amor Real - 2004 : Mujer de madera - 2006 : La Verdad oculta - 2007 : Destilando amor - 2010 : Soy tu dueña |

## Distinction
- 1973 : Prix ACE du Meilleur Acteur dans La Muralla verde d'Armando Robles Godoy